# X League
La X-League o Liga X es una liga semi-profesional de fútbol americano en Japón. Fue fundada en 1971 como la Japan American Football League. Este nombre fue cambiado a X-League en 1997. Posee 4 divisiones (X1, X2, X3, X4) en las cuales hay promoción y relegación. Los equipos en la 4 divisiones están divididos en Este, Oeste, y Central. Existen dos tipos de equipos, los equipos de compañías en los cuales solo los jugadores de estas compañías pueden jugar y los Clubs en los cuales cualquiera puede hacer la prueba para jugar.
Los juegos en Japón son más cortos con 4 tiempos de 12 minutos, mientras que en la NFL son de 15 minutos. Las reglas del juego se basan en la NCAA (National Collegiate Athletic Association). Los juegos de división contienen temporada regular y playoff y el Japan X Bowl.  También existe un torneo de primavera llamado el Pearl Bowl el cual es usado como método de pretemporada. 
Como se mencionó anteriormente por ser una liga semi-profesional los jugadores rara vez reciben algún dinero por su participación en estos partidos. 
El equipo japonés de fútbol americano ganó la primera y segunda edición de la Copa Mundial de Fútbol Americano y fue finalista en la tercera se conformó con jugadores de esta liga. En la edición cuarta fue tercero y en la quinta en 2015 fue nuevamente finalista.

## Equipos en La X League X1 2008
| Division | Team |
| -------- | --- |
| Este     | Fujitsu Frontiers |
| Este     | Onward Oaks |
| Este     | Asahi Beer Silver Star |
| Este     | Meiji Yasuda Pirates |
| Este     | Hurricanes |
| Este     | Fuji Xerox Minerva American Football Club |
| Central  | Kajima Deers |
| Central  | Obic Seagulls |
| Central  | IBM Big Blue |
| Central  | All Mitsubishi Lions |
| Central  | All Tokyo Gas Creators |
| Central  | ROCBULL |
| Oeste    | Panasonic Electric Works Impulse Archivado el 9 de enero de 2010 en Wayback Machine. renombread "Matsushita Electric Works Impulse" el 1 de octubre de 2008 |
| Oeste    | Naigai Energering Marvies |
| Oeste    | Asahi Soft Drinks Challengers |
| Oeste    | AS One BlackEagles |
| Oeste    | SRC Kobe Finies |
| Oeste    | Asahipretec Golden Fighters |

## X Bowl
Desde 1987, Japan X Bowl Ha sido el partido decisivo del Campeonato . Desde 2002, se llamó el  Tokyo Super Bowl. El ganador de este partido va hacia  Rice Bowl para enfrentar al ganador Koshien Bowl, que es el campeón del fútbol colegial.

### Campeones
| Year | Bowl                  | Stadium            | Winner                            | Score | Runner-up                         |
| ---- | --------------------- | ------------------ | --------------------------------- | ----- | --------------------------------- |
| 1987 | Tokyo Super Bowl I    | Yokohama Stadium   | Renoun Rovers                     | 31-28 | Silver Star                       |
| 1988 | Tokyo Super Bowl II   | Tokyo Dome         | Renoun Rovers                     | 28-20 | Matsushita Electric Works Impulse |
| 1989 | Tokyo Super Bowl III  | Tokyo Dome         | Asahi Beer Silver Star            | 14-9  | NEC Falcons                       |
| 1990 | Tokyo Super Bowl IV   | Tokyo Dome         | Matsushita Electric Works Impulse | 14-6  | Onward Oaks                       |
| 1991 | Tokyo Super Bowl V    | Tokyo Dome         | Onward Oaks                       | 49-10 | Sunstar Finies                    |
| 1992 | Tokyo Super Bowl VI   | Tokyo Dome         | Asahi Beer Silver Star            | 21-7  | Matsushita Electric Works Impulse |
| 1993 | Tokyo Super Bowl VII  | Tokyo Dome         | Asahi Beer Silver Star            | 13-0  | Sunstar Finies                    |
| 1994 | Tokyo Super Bowl VIII | Tokyo Dome         | Matsushita Electric Works Impulse | 48-28 | Onward Oaks                       |
| 1995 | Tokyo Super Bowl IX   | Tokyo Dome         | Matsushita Electric Works Impulse | 54-20 | Recruit Seagulls                  |
| 1996 | Tokyo Super Bowl X    | Tokyo Dome         | Recruit Seagulls                  | 30-10 | Onward Oaks                       |
| 1997 | Tokyo Super Bowl XI   | Tokyo Dome         | Kajima Deers                      | 48-12 | Matsushita Electric Works Impulse |
| 1998 | Tokyo Super Bowl XII  | Tokyo Dome         | Recruit Seagulls                  | 45-24 | Asahi Beer Silver Star            |
| 1999 | Tokyo Super Bowl XIII | Tokyo Dome         | Asahi Beer Silver Star            | 18-16 | Kajima Deers                      |
| 2000 | Tokyo Super Bowl XIV  | Tokyo Dome         | Asahi Soft Drinks Challengers     | 20-18 | Matsushita Electric Works Impulse |
| 2001 | Tokyo Super Bowl XV   | Tokyo Dome         | Asahi Soft Drinks Challengers     | 14-7  | Matsushita Electric Works Impulse |
| 2002 | Tokyo Super Bowl XVI  | Tokyo Dome         | Seagulls                          | 14-7  | Fujitsu Frontiers                 |
| 2003 | Japan X Bowl XVII     | Tokyo Dome         | Onward Skylarks                   | 13-10 | Asahi Beer Silver Star            |
| 2004 | Japan X Bowl XVIII    | Kobe Wing Stadium  | Matsushita Electric Works Impulse | 15-6  | Asahi Beer Silver Star            |
| 2005 | Japan X Bowl XIX      | Tokyo Dome         | Obic Seagulls                     | 25-16 | Matsushita Electric Works Impulse |
| 2006 | Japan X Bowl XX       | Kyocera Dome Osaka | Onward Skylarks                   | 24-21 | Kajima Deers                      |
| 2007 | Japan X Bowl XXI      | Tokyo Dome         | Matsushita Electric Works Impulse | 33-13 | Fujitsu Frontiers                 |
| 2008 | Japan X Bowl XXII     | Kyocera Dome Osaka | Panasonic Electric Works Impulse  | 28-14 | Kajima Deers                      |

Nombres de los equipos
- Silver Star → Asahi Beer Silver Star
- Matsushita Electric Works Impulse → Panasonic Electric Works Impulse
- Kohoku Finies → Sunstar Finies → Kohoku Finies → Finies Football Club → Kobe Finies → SRC Kobe Finies
- Recruit Seagulls → Seagulls → Obic Seagulls
- Renoun Rovers (disuelto en 2003)